# داگون
داگون یا داگان خدایی بود که در سوریه باستان، در آن سوی رود فرات پرستیده می‌شد، با معابد اولیه در تل البیعه و تل آشارا؛ هرچند که بسیاری از گواهی‌های آیین او از شهرهایی مانند ماری و ایمار نیز می‌آیند. در سکونتگاه‌های واقع در ناحیه فرات علیا، او به‌عنوان «پدر خدایان» مشابه انلیل در دین بین‌النهرین یا کوماربی در دین هوری، و نیز ارباب سرزمین، خدای سعادت و منبع مشروعیت سلطنتی درنظر گرفته می‌شد. تعداد زیادی از نام‌های تئوفوریک، اعم از مذکر و مؤنث، گواهی می‌دهند که او یک خدای محبوب بوده‌است. او همچنین در شرق بین‌النهرین نیز پرستش می‌شده، جایی که بسیاری از فرمانروایان او را خدایی می‌دانستند که می‌تواند سلطنت را بر نواحی غربی به آن‌ها اعطا کند.
گواهی داگون از مناطق ساحلی بسیار کم است و بیشتر از شهر شمالی اوگاریت می‌آید، جایی که فرقه‌اش دامنه محدودی داشت. بر اساس کتاب مقدس عبری، داگون خدای ملی فلسطینیان بود و معابدی در اشدود و غزه داشت، اما هیچ مدرک خارج از کتاب مقدسی وجود ندارد که این را تایید کند. همچنین درک اشتباه از داگون به عنوان یک خدا-ماهی، از رابطه نام داگون با کلمه عبری «داگ» (דג) به‌معنای ماهی است. جسم فراخورشیدی فم‌الحوت بی به نام داگون نام‌گذاری شده‌است.

## ریشه‌شناسی
ریشه‌های متعددی برای نام داگون پیشنهاد شده‌است؛ به گفته فیلون بیبلوسی، نویسنده فنیقی، سانچونیاتون نام داگون را به‌عنوان کلمه‌ای برای «دانه» (siton) تفسیر کرد. مانفرد هاتر، مورخ، این احتمال را درنظر گرفت که نام داگون از ریشه *dgn به معنای «ابری بودن» گرفته شده‌است؛ او از این ریشه به‌عنوان نشانه‌ای تعبیر می‌کند که داگون در اصل خدای آب‌ و هوا بوده‌است؛ با این حال، تصور از داگون به عنوان خدای آب‌وهوا، توسط اکثر محققان رد شده‌است.
لوئیس فلیو در پژوهش خود درباره نام داگون، هر دوی این نظریه‌ها را رد می‌کند و به این نتیجه می‌رسد که نام داگون از زبانی که پیش از زبان سامی در داخل سوریه باستان صحبت می‌شده، نشات گرفته شده‌است. این نظریه توسط آلفونسو آرچی نیز پشتیبانی می‌شود. بسیاری از خدایان باستانی سوریه، از جمله آشتابی، ایشارا و کوبابا نیز چنین منشا غیرسامی دارند.
ارتباط نام داگون با کلمه عبری «داگ» (عبری: דג) به‌معنای «ماهی» منجر به تفسیر نادرستی از داگون به عنوان «خدا-ماهی»، در قرون وسطی شده‌است.

## شجره‌نامه الهی و همتایی

### شجره‌نامه
هیچ متن شناخته‌شده‌ای به شجره‌نامه یا خلقت داگون نمی‌پردازد؛ همسرش شالاش بود که در تل البیعه و مکان‌های دیگر به خوبی گواهی شده‌است، اما به نظر می‌رسد در منابع مربوط به فرقه داگون در تل آشارا غایب است. فرزندان آن‌ها هدد (مشابه با بعل اوگاریتی) و احتمالا هپات بودند که در کنار داگون و شالاش در عزاداری آیینی از حلب باستان گواهی شده‌اند. دانیل شومر این احتمال را در نظر می‌گیرد که داگون در حالی که همیشه به عنوان «پدر خدایان» در نظر گرفته می‌شده، تنها تحت‌تاثیر دین هوری‌ها، پدر خدای آب‌وهوا (هدد) تلقی شده‌است.
ویلفرید جورج لامبرت در سال ۱۹۸۰ پیشنهاد کرد که ایشارا گاهی به‌عنوان همسر داگون درنظر گرفته می‌شده. با این حال لوئیس فلیو در مطالعه خود در مورد داگون، نتیجه می‌گیرد که ارتباط بین این دو خدا تنها محدود به اشتراک معابد در بین‌النهرین بوده و به احتمال زیاد بر اساس خاستگاه آن‌ها در منطقه غربی و وضعیت مشترک به‌عنوان خدایان خارجی در نظر متکلمان بین‌النهرینی بوده. او همچنین اشاره می‌کند که هیچ نشانه‌ای وجود ندارد که آنها در خارج از بابل، به ویژه در بخش‌هایی از سوریه باستان که بیشتر مورد پرستش قرار می‌گرفتند، ارتباط نزدیکی داشته باشند.

### همتایی
در بین‌النهرین، داگون با انلیل به‌دلیل نقش مشترکشان به‌عنوان «پدران خدایان» با هم برابر می‌شدند. این همذات‌پنداری در نهایت توسط فهرست آن = آنوم تدوین شد، که همسران آنان (شالاش و نین‌لیل) نیز با یکدیگر یکسان شده‌اند. در ماری، داگون القاب انلیل را دریافت می‌کرد. در سنت هوری، داگون را با کوماربی یکسان می‌دانستند، البته فقط به دلیل موقعیت ارشد مشترک در پانتئون‌های مربوط.
به دلیل شباهت نام شالاش همسر داگون با شالا، همسر ادد، در بین‌النهرین، برخی از محققان به این نتیجه رسیده‌اند که این دو الهه یکی بوده‌اند و احتمالا داگون خود خدای آب‌وهوا بوده‌است. با این حال، هیچ مدرک روشنی وجود ندارد که داگون چنین وظیفه‌ای را انجام داده باشد یا این‌ که او با یکی از خدایان آب‌ و هوا ترکیب شده‌.
جوزف فونتنروز در سال ۱۹۵۷ استدلال کرد که در اوگاریت، داگون گاهی با ال یکی شناخته می‌شده. او توضیح می‌دهد که با توجه به این که در اوگاریت هیچ معبدی برای ال وجود نداشته، ولی داگون که دارای معبد مهمی در اوگاریت بوده در متون اساطیری اوگاریتی نادیده گرفته شده‌است. در اساطیر اوگاریتی (مانند چرخه بعل) داگون فقط پدر بعل است، ولی آنات دختر ال، خواهر بعل است. تحقیقات جدیدتر نشان می‌دهد که شواهد برای شناسایی داگون با ال در هر صورت غیرمرتبط است. در فهرست‌های خدایی، ال با کوماربی در دین هوری و انلیل در ادیان بین‌النهرین برابر می‌شده تا مستقیما با داگون.

## شخصیت
بررسی شخصیت داگون در مقایسه با سایر خدایانی که در بین‌النهرین (مانند انلیل یا مردوک) موقعیت مشابهی داشتند، به‌ دلیل فقدان روایات یا سرودهای اسطوره‌ای درباره او و تعداد نسبتا کم اسناد، دشوار است؛ با این حال محققان توانسته‌اند برخی از ویژگی‌های او را مشخص کنند. منابعی از ایمار، حلب و ماری تایید می‌کنند که داگون یک کهن الگوی «پدر خدایان» و یک شخصیت «خالق» بوده‌است؛ این جنبه از شخصیت او احتمالا با لقب «ارباب فرزندان» که به جشنواره زوکرو از ایمار مرتبط است، نشان داده‌شده. ارتباط او با نذورات تشییع جنازه به احتمال زیاد، گسترش نقش او به‌عنوان یک «جدالهی» بوده و نظریه‌های مدرن در مورد او به‌ عنوان خدای دنیای مردگان، به احتمال زیاد اشتباه هستند.
یکی از بهترین عمل‌کردهای مستندشده از داگون، تضمین برداشت فراوان غلات بوده‌؛ هر چند که او خدای کشاورزی در نظر گرفته نمی‌شده، بلکه به‌طور کلی منبع رونق درنظر گرفته می‌شده. در هزاره سوم پیش از میلاد، اعتقاد بر این بود داگون خدایی بود که سلطنت را به حاکمان می‌بخشید. او نقشی مشابه در ماری داشت. همچنین شواهدی وجود دارد که نشان می‌دهد می‌توان از او به عنوان شاهد الهی سوگند یاد کرد. طبق متون ابلا، صفات داگون ارابه و گرز بود.

### تعبیر به خدا-ماهی

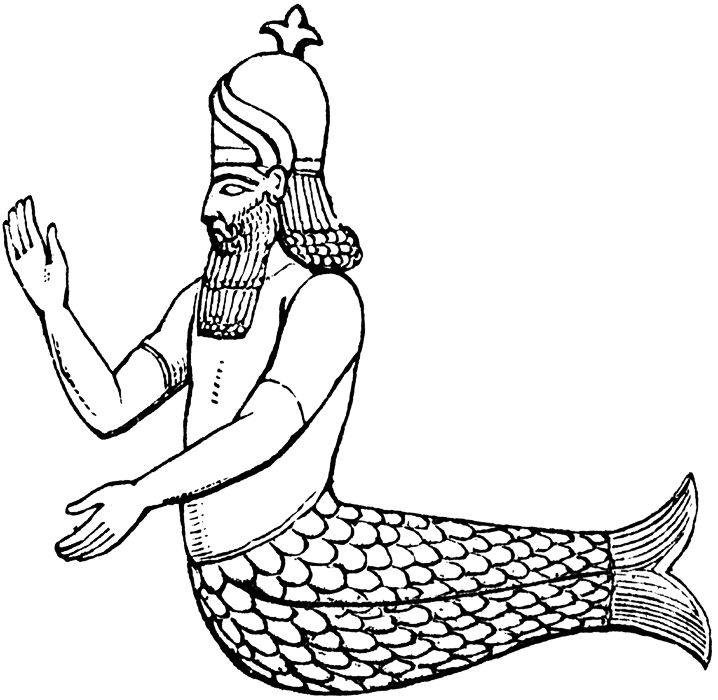
نقش برجسته یک انسان-ماهی بین‌النهرینی (کولوللو) که بر اساس تحقیقات اوایل قرن بیستم به‌عنوان داگون در «تفسیر عملی بر کتاب مقدس» شناسایی شده است.

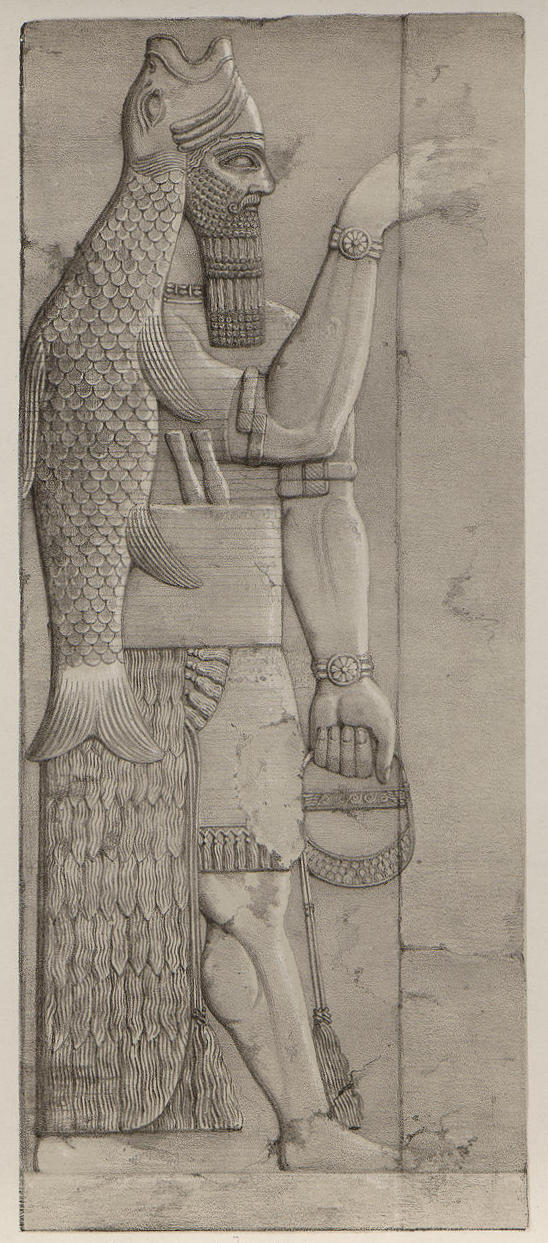
تفسیر اشتباه از داگون به‌عنوان یک «خدا-ماهی»، باعث شد تصاویر انسان-ماهی در هنر بین‌النهرینی به‌عنوان تصاویر داگون شناخته شوند.

ریشه‌شناسی داگون به‌عنوان «خدا-ماهی» درحالی که دیر و نادرست است، در بورس تحصیلی قرن ۱۹ و اوایل قرن ۲۰ پذیرفته شد. این منجر به ارتباط نادرستی بین داگون و اوداکون - نیمه ماهی‌ای که مورخ بابلی-یونانی، بروس، از آن یاد می‌کند - و همچنین تصور اشتباه از داگون با نقوش «انسان-ماهی» در هنر بین‌النهرین - که در واقع تصویرهایی از «کولوللو»، موجودی تعویذی مرتبط با خدای انکی هستند - شد.
ارتباط داگون با کلمه عبری «داگ» (dāg/dâg) به‌معنای ماهی توسط مفسر یهودی کتاب مقدس قرن یازدهم، راشی، انجام شد. در قرن سیزدهم، داوود قیمحی این جمله را در کتاب اول ساموئل «و تن داگون فقط از او باقی مانده بود» را به‌ معنای «فقط شکل ماهی باقی مانده بود» تفسیر کرد و افزود: «داگون، از ناف به پایین شکل ماهی داشته (از آن‌جا نامش داگون است) و از نافش به بالا به شکل مردی است که گفته می‌شود دو دستش بریده شده‌بود».
اولین کسی که در مورد ریشه‌شناسی ماهی تردید ایجاد کرد، هارتموت اشموکل در مطالعه خود در مورد داگون در سال ۱۹۲۸ بود. اگرچه او در ابتدا پیشنهاد کرد که هرچند که داگون در اصل یک «خدا-ماهی» نبوده، اما ارتباط با ماهی در داگون وجود داشته. همچنین کنعانیان دریانورد (فنیقی‌ها) می‌توانستند شمایل‌نگاری این خدا را تحت‌تاثیر قرار دهند. با این حال، بعدها او این ریشه‌شناسی را به‌عنوان یک اختراع قرون وسطایی شناسایی کرد. محققان مدرن نه تنها تعبیر داگون به خدا-ماهی را نمی‌پذیرند، بلکه شک دارند که آیا داگون در مناطق ساحلی با ظرفیت قابل توجهی پرستش می‌شده یا نه.

## پرستش

### سوریه باستان
مراکز فرقه اولیه داگون در تل البیعه - جایی که کاهنان او احتمالا در شکل سنتی در حکومت درگیر بودند - و تل آشارا (نزدیک ماری) - جایی که معبد او ای-کیسیگا (خانه، مکان خاموش) نام داشت - قرار داشت. پرستش داگون ظاهرا در منطقه وسیعی از این شهرها گسترش یافت، حتی اگر مراکز اصلی آن به خودی خود قدرت سیاسی بزرگی نبودند، وضعیتی که به گفته آلفونسو آرچی می‌توان آن را با وضعیت هادبال (خدای هزاره سوم پیش از میلاد دره رود عاصی) و هدد حلب مقایسه کرد.
در ابلا، داگون را معمولا با عناوینی مانند «ارباب توتول» یا «ارباب کشور» می‌نامیدند. در این دوره، شالاش به عنوان همسر او محسوب شد. در حالی که برخی از خدایانی که از متون ابلا شناخته شده‌اند، پس از سقوط شهر از سوابق تاریخی ناپدید شدند، فرقه داگون ادامه یافت و اعتبار خود را حفظ کرد. در ماری، داگون و هدد محافظان پادشاه بودند و در مراسم تاجگذاری نقش داشتند. چندین پادشاه ماری داگون را منبع اقتدار خود می‌دانستند. در طول سلطنت زیمری لیم، داگون یکی از خدایان بود که بیشترین هدایا را در طول جشنواره‌ها دریافت می‌کرد. شیبتو، همسر زیمری لیم، در نامه‌ای داگون، شمش، ایتور مِر، بلت اکلی و هدد را «متحدان برای من» و خدایان که «در کنار ارباب من می‌روند» برشمرده است. معبد داگون در تل آشارا ارتباط نزدیکی با زیمری لیم داشت. منبعی از دوره سلطنت او گواهی می‌دهد که برای جشن تاجگذاری او، سلاحی از معبد هدد در حلب به داگون در توتول فرستاده شده که احتمالا حکومت او را مشروعیت می‌بخشید. این امکان وجود دارد که این وسیله تشریفاتی نشان‌دهنده گرزی باشد که خدای آب‌وهوا (هدد) در نبردش با خدای دریا به دست گرفته بود (مشابه نبرد بین بعل و یام در چرخه بعل). علی‌رغم ارتباط تنگاتنگ کاهنان داگون با زیمری لیم، مردم توتول به او نگاه نامطلوبی داشتند و حضور مقامات وی حداقل در یک مورد به‌عنوان اخلال در آیین داگون تلقی می‌شد.
در ایمار، داگون ارشدترین خدا در ارائه لیست‌ها بود (قبل از هدد). جشن مهمی که در این مکان به او تقدیم شده‌بود، به اصطلاح «ورود داگان» بود. این جشن به شکل سفر مذهبی یک تندیس بود. او همچنین در جشن «زوکرو» مورد تجلیل قرار می‌گرفت. یکی دیگر از جشنواره‌های اختصاص داده‌شده به او که بر اساس اسناد ایمار شناخته می‌شود، «کیسو» بود که به احتمال زیاد در شاتاپی - شهری که احتمالاً در جنوب آن واقع شده‌بود - برگزار می‌شد. معنای دقیق اصطلاح کیسو نامشخص است و شناخت ماهیت این جشن‌ها و نقش خدایان خاص در آنها دشوار است. پیشنهاد شده است که وجود خدایان عالم اموات - شووالا و اوگور - نشان دهنده مرگ دوره‌ای و بازگشت به زندگی یک خدا است (احتمالا همسر داگون)، اما این هم‌چنان حدس و گمان است.
به دلیل کمبود منابع، تاریخ متاخر کیش داگون نامشخص است، اگرچه بدیهی است که او در زمان‌های بعد دیگر رئیس پانتئون ناحیه فرات علیا نبوده‌است. رئیس پانتئون آرامی که از منابع هزاره اول پیش از میلاد شناخته شده‌است، هدد بود.

### بین‌النهرین
حاکمان بین‌النهرین داگون را خدای سرزمین‌های غربی (مانند سوریه باستان) می‌دیدند و از او برای فتوحات خود در آن منطقه تشکر می‌کردند. کتیبه‌ها به داگون اعتبار می‌دهند که به سارگون اکد فرمانروایی بر «سرزمین علیا» اعطا کرده است. برای جلب لطف داگون، سارگون در توتول به او دعا کرد. کتیبه‌ای از دوران سلطنت نارام سین، ساکنان مرزهای غربی امپراتوری او را «تا (شهر) اولیشوم» به عنوان «مردمی که خدای داگون به او داده بود» توصیف می‌کند.
در دوره سلسله سوم اور، ازدواج بین حاکمان کشورهای سوریه و بین‌النهرین احتمالا به گسترش پرستش داگون و همچنین دیگر خدایان غربی مانند ایشارا و هابوریتوم در جنوب بین‌النهرین کمک کرد. داگون با ایشارا یک معبد مشترک داشتند که اولین بار در زمان سلطنت امرسین تایید شده‌است. هر دو ایزد احتمالا از ماری معرفی شده‌بودند و فقط به دلیل منشا شمال‌غربی‌شان با هم مرتبط بودند. تعدادی از پادشاهان اولیه عموری آشور در کتیبه‌های خود از داگون نام برده‌اند، به عنوان مثال شمشی-ادد یکم در سندی که گسترش معبد خدا در تل آشارا را توصیف می‌کند خود را پرستش کنندهٔ داگون نامیده است. او در جای دیگر از خود به عنوان «محبوب داگون» یاد می‌کند. ایتی‌مردوک‌بلاطو، پادشاهی از سلسله دوم ایسین (دوره بابل میانه)، خود را نایب‌السلطنه داگون نامیده است. سنگ یادبودی از قرن نهم پیش از میلاد، آشور-ناصیر-پال دوم را به عنوان مورد علاقه آنو و داگون یاد می‌کند؛ با این حال، این عبارت ممکن است صرفا یک یادگار ادبی باشد.
در فهرست خدایان بین‌النهرینی آن = آنوم، داگون با انلیل و همسرش، شلاش، با نین‌لیل یکی شناخته شده‌اند. شواهدی وجود دارد مبنی بر اینکه داگون در بین‌النهرین با سنت ناشناخته‌ای در مورد درگیری بین خدایان و انمشارا مرتبط بوده است، به عنوان مثال، کتیبه‌ای بیان می‌کند: «با اقتدار داگون (خدایان) از زمان‌های بسیار قدیم از انمشارا محافظت می‌کردند». با این حال در این زمینه داگون ممکن است مترادف انلیل باشد تا یک خدای متمایز. اسطوره‌ای تکه‌تکه شده اوراش و مردوک از داگون نام می‌برد که به احتمال زیاد در این زمینه کاملا با انلیل برابری می‌کند.

### اوگاریت

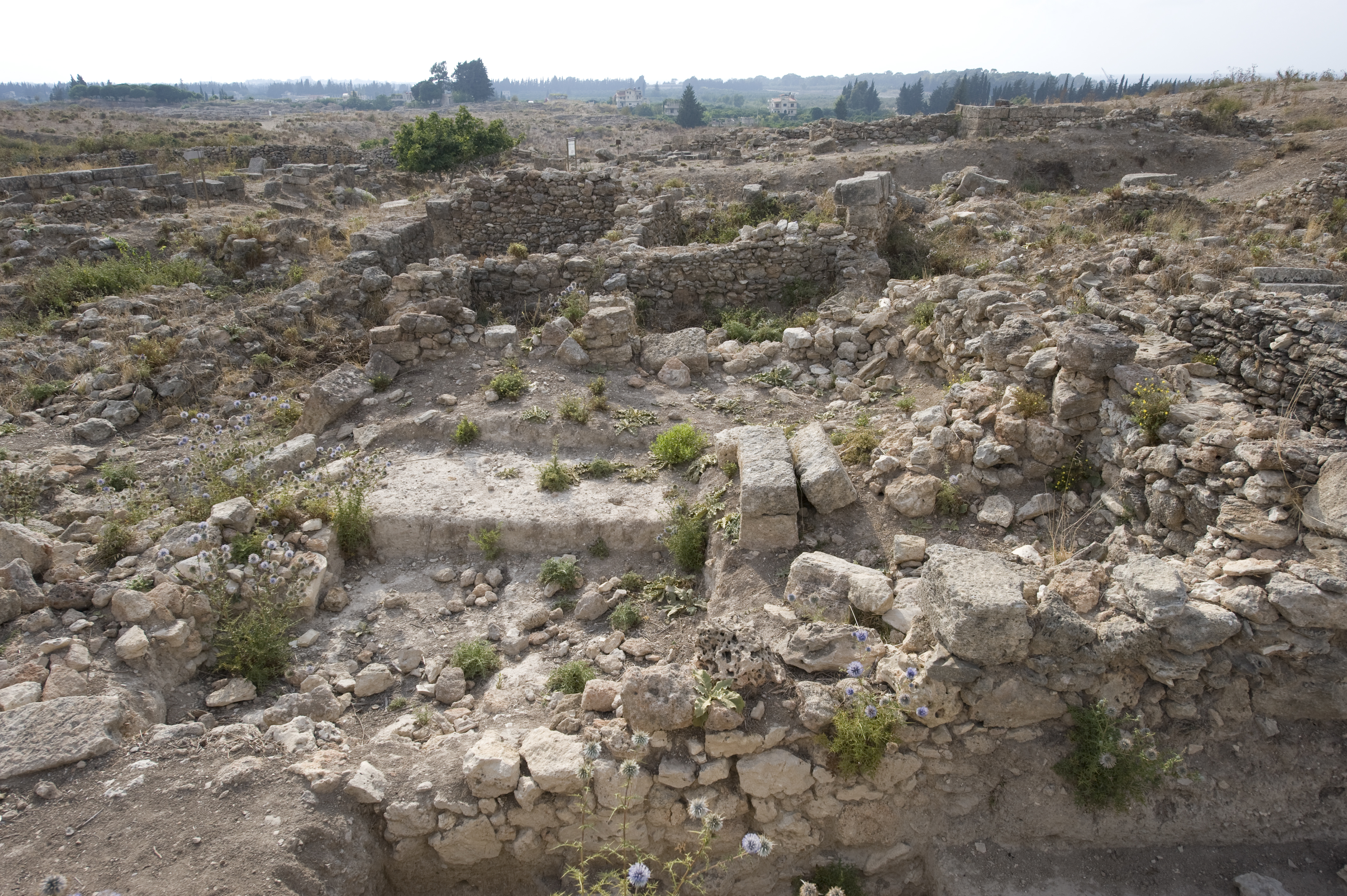
خرابه‌های معبد داگون در اوگاریت.

شواهد از شهر ساحلی اوگاریت بی‌نتیجه است. این‌که آیا معبدی که در ابتدا اغلب به عنوان معبد داگون شناخته می‌شود، به جای ال به او تقدیم شده است یا نه، موضوع بحث علمی است. در فهرست‌های خدایان و پیشکش‌های اوگاریت، داگون گاهی به دنبال نام ال می‌آید اما بر نام بعل پیشی می‌گیرد.
داگون هیچ نقش فعالی در اسطوره‌های اوگاریتی (مانند چرخه بعل) بازی نمی‌کند؛ اگرچه بعل اغلب به عنوان «پسر» یا «نسب او» نامیده می‌شود. احتمالا این عناوین نشان می‌دهند که کاتبان اوگاریتی او را خدای بیگانه می‌دانستند. با این حال در این اسطوره‌ها بعل پسر ال نیز نامیده می‌شود. سایر مطالعات اخیر، رویکردهای گوناگون دیگری را برای مسئله نسب بعل در متون اسطوره‌ای ارائه می‌دهند. دانیل شومر پیشنهاد می‌کند که لقب «پسر داگون» که در متون اوگاریتی بر بعل اطلاق می‌شود، تحت تاثیر سنت‌های سوریه و هوری است.
نوگا ایالی دارشان بیان می‌کند که رابطه بین بعل با ال و داگون در چرخه بعل، شبیه به رابطه بین کوماربی و تشوب در چرخه کوماربی است، که در سنت یونانی-فنیقی توسط فیلون بیبلوسی ثبت شده‌است. دماروس (همان بعل) هم یک پدر بیولوژیک (اورانوس-آسمان) و هم یک ناپدری (داگون) دارد که هر دوی آنها از الوس (ال) متمایز هستند (ال در اسطوره‌های فنیقی برادر داگون است). او همچنین خاطرنشان می‌کند که به دلیل شرایط تولد، تشوب دو پدر داشت: یکی مخالف او و دیگری که از به قدرت رسیدن او حمایت می‌کرد. او پیشنهاد می‌کند که بنابراین لزوما متناقض نیست که دو خدای جداگانه به‌عنوان پدران بعل در نظر گرفته می‌شوند، اگرچه او فرض می‌کند که هم در اوگاریت و هم در باورهای فنیقی، داگون صرفا عنصری است که از فرهنگ داخلی سوریه معرفی شده‌است و خود نقش مهمی نداشته است. آرون توگندهفت بعل را فردی بیگانه می‌داند که در آغاز روایت عضوی از خانواده ال و اشیره نیست و در نتیجه پسر آن‌ها نیست، بلکه صرفا او را برادر فرزندانشان به معنایی که در متون دیپلماتیک عصر برنز شناخته می‌شود، می‌داند. او استدلال می‌کند که همان‌طور که پادشاهان متحد یکدیگر را برادر می‌نامیدند، خدایان در اسطوره‌های اوگاریتی نیز چنین می‌کردند.

### فنیقیه عصر آهن
کتیبه فنیقی روی تابوت اشمونآزار پادشاه صیدا (قرن پنجم قبل از میلاد) نقل می‌کند: به‌علاوه، خداوند پادشاهان، دور و یافا، سرزمین‌های قدرتمند داگون را که در دشت شارون هستند، مطابق با اعمال مهمی که انجام دادم به ما داد. با این حال، پادشاه گفت که هیچ معبدی برای داگون در شهر خود نساخت و این خدا تنها در نقشی ناچیز در قرارداد بین اسرحدون و بعل اول پادشاه صور ظاهر می‌شود. بنابراین تردید وجود دارد که آیا او در دین فنیقی برجسته بوده‌است.

## در کتاب مقدس

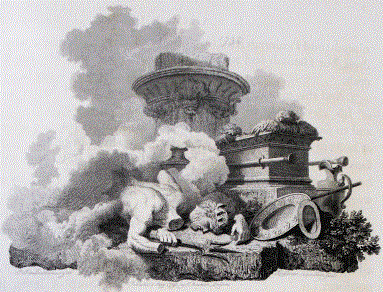
تخریب مجسمهٔ داگون (۱۷۹۳)، اثری از فیلیپ جیمز دو لوتربورگ.

در کتاب مقدس عبری، داگون سه‌بار به‌عنوان خدای اصلی فلسطینیان ذکر شده‌است. با این حال، هیچ اشاره‌ای به داگون به عنوان خدای کنعانی وجود ندارد. طبق کتاب مقدس، معابد او در بیت-داگون در قلمرو قبیله آشیر (یوشع ۱۹:۲۷) و در غزه (داوران ۱۶:۲۳) قرار داشت. معبد دیگری، واقع در اشدود، در اول سموئیل و بار دیگر در اول مکابیان ذکر شده‌است. طبق اول تواریخ سر پادشاه شائول پس از مرگش در معبد داگون به نمایش گذاشته شد. همچنین مکان دومی به نام بیت-داگون در یهودا وجود داشت (یوشع ۱۵:۴۱). در باب دوم کتاب اول سموئیل روایت شده که زمانی که فلسطینیان بر بنی‌اسرائیل پیروز شدند، تابوت عهد را به‌عنوان غنایم جنگی می‌گیرند و آن را در معبد داگون، در اشدود قرار می‌دهند. صبح روز بعد مردمان اشدود مجسمهٔ داگون را پیدا کردند که در مقابل تابوت عهد به سجده افتاده بود. آن‌ها مجسمه را به حالت عمودی خود قرار دادند، اما دوباره صبح روز بعد آن را افتاده در برابر صندوق درحالی که این بار سر و دست‌هایش بریده شده‌بود، یافتند.
داگون همچنین در کتاب اول مکابیان اتیوپی (۱۲:۱۲) ذکر شده‌است که در قرن چهارم پس از میلاد سروده شده.